# Oberes Saaletal
Das Obere Saaletal ist eine Landschaft im Naturpark Thüringer Schiefergebirge-Obere Saale und eine naturräumliche Untereinheit des Thüringer Schiefergebirges. Die Landschaft umfasst den Oberlauf der Saale von ihrem Übertritt über die Landesgrenze der Freistaaten Bayern und Thüringen bei Hirschberg bis zum Austritt aus dem Thüringer Schiefergebirge bei Kauslsdorf-Weischwitz nahe dem Stadtgebiet von Saalfeld/Saale.

## Landschaft

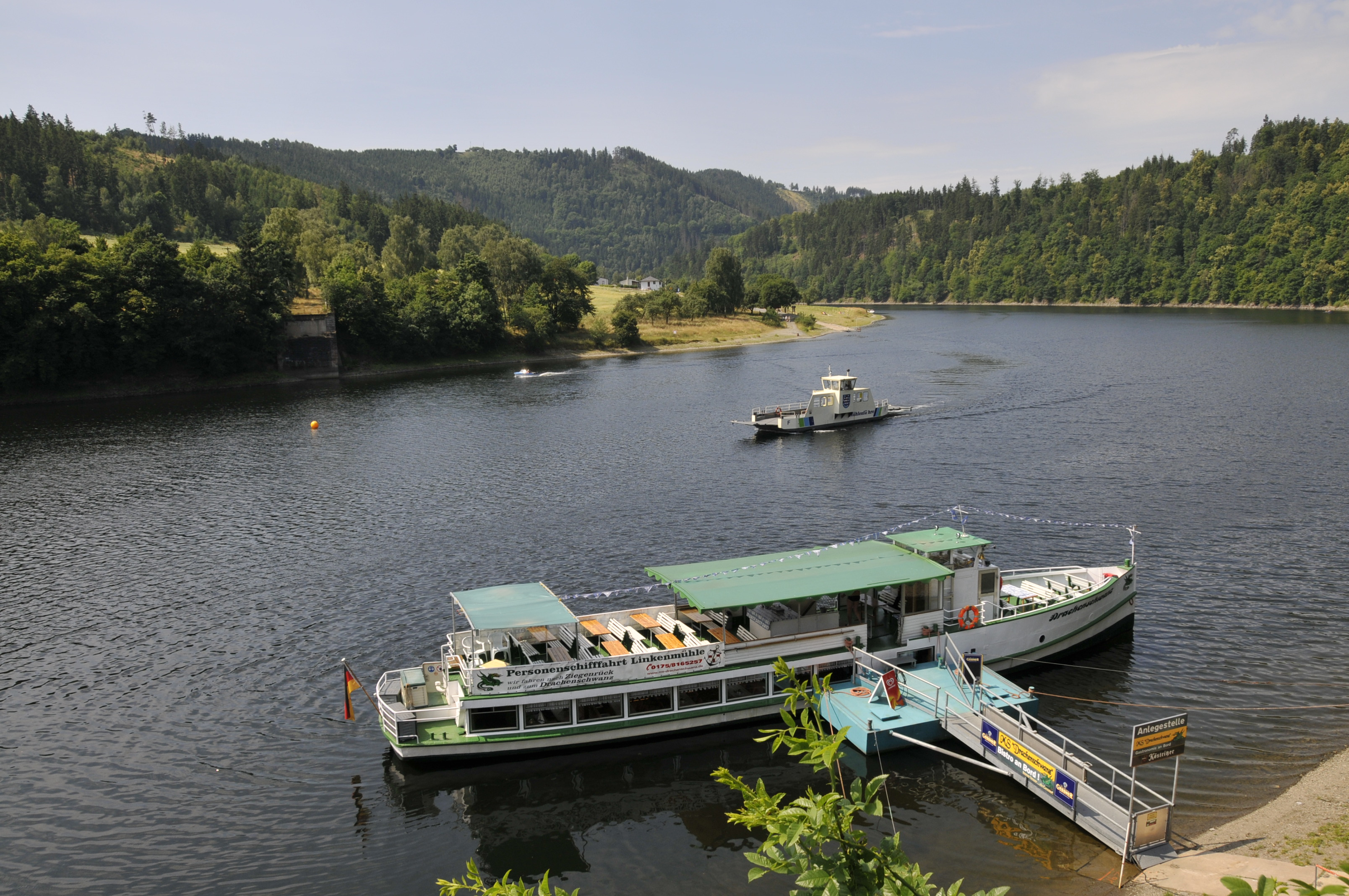
Hohenwarte-Stausee

Das Tal der Saale mäandert in grob nordwestlicher Richtung, vom Übertritt über die Landesgrenze in einem Bogen von nordwestlichen zu südwestlichen Richtungen bis zum Endpunkt des Rennsteigs und damit dem östlichsten Punkt des Hohen Schiefergebirges bei Blankenstein, von dort aus am Westrand des Bergaer Sattels entlang vorwiegend nach Norden und weiter nördlich etwa ab dem Bereich der Einmündung der Wisenta eher in westliche Richtungen. Im oberen Teil durchfließt sie den Süden des Saale-Orla-Kreises, weiter nördlich den Landkreis Saalfeld-Rudolstadt. Einen Großteil des Tales nimmt eine Aneinanderreihung von fünf Stauseen, die Saalekaskade, ein. Die beiden großen Stauseen Bleiloch und Hohenwarte tragen auch den Namen „Thüringer Meer“. Zahlreiche Zeltplätze sowie ein gut ausgeschildertes Wanderwegenetz und attraktive Aussichtspunkte zeichnen diese Region als Erholungsgebiet aus. Variationen der Elemente Wald, Wasser und Fels bestimmen das Bild des Saalelaufes. Die Eigenart und die besondere landschaftliche Schönheit des Saaletals locken Besucher an.
Eine interessante geologische Sehenswürdigkeit ist die Steinerne Rose bei Saalburg-Ebersdorf am Bleiloch-Stausee. An anderen Stellen hat die Saale ihren Charakter als Flusslauf erhalten können und windet sich wie ein blaues Band um die Berge. Das trockene warme Klima und die teilweise offenen Felsen schaffen hier Lebensbedingungen für wärmeliebende Tier- und Pflanzenarten. Entlang der Ufer der Saale befinden sich kleine alte Städte, die durch Nutzung der Wasserkraft für Hammerwerke entstanden sind und die sich aufgrund der beengten Platzverhältnisse nie ausbreiten konnten und ihren ursprünglichen Charakter bewahrt haben.

## Naturräumliche Einordnung
Das Obere Saaletal durchschneidet die Ostthüringisch-Vogtländische Hochfläche, bzw. teilt die Hochfläche in einen westlichen, an das Schwarza-Sormitz-Gebiet grenzenden Teil und einen östlicheren, bis zum Tal der Weißen Elster reichenden Teil. Der Höhenunterschied zwischen Hochfläche und Talsohle beträgt oft 300 m und mehr. Im Handbuch der naturräumlichen Gliederung Deutschlands bzw. in nachträglichen Untergliederungen durch das BfN wird die Region der Haupteinheitengruppe Vogtland zugeordnet, die rein innerthüringische Gliederung Die Naturräume Thüringens der TLUG fasst wiederum alle genannten Landschaften zur Übereinheit Thüringer Gebirge zusammen. In den Haupt-Untergliederungen stimmen indes beide Gliederungen in etwa überein.
Die Teile des Thüringer Schiefergebirges werden naturräumlich wie folgt zugeordnet:
- (zu 39 (=D48) Thüringisch-Fränkisches Mittelgebirge)
  - 392 Thüringisch-Fränkisches Schiefergebirge[4]
    - 392.0 Frankenwald
    - 392.1 Thüringer Schiefergebirge im engeren Sinne[5]
      - 392.10 Südliches (Hohes) Thüringer Schiefergebirge
      - 392.11 Nördliches (Hohes) Thüringer Schiefergebirge

    - Schwarza-Sormitz-Gebiet
- (zu 41 (= D17) Vogtland)
  - 410 Ostthüringisch-Vogtländische Hochflächen (= Ostthüringer Schiefergebirge)
    - Ronneburger Acker- und Bergbaugebiet im äußersten Nordosten des Schiefergebirgsrumpfes
    - Oberes Saaletal (insgesamt 263 km² innerhalb Thüringens laut TLUG)
    - Plothener Teichplatte